# Ramsau im Zillertal
Ramsau im Zillertal é um município da Áustria, situado no distrito de Schwaz, no estado do Tirol. Tem 8,96 km² de área e sua população em 2019 foi estimada em 1.647 habitantes.